# Samuel Richard Davies
Samuel Richard Davies (9 tháng 11 năm 1867 – 17 tháng 2 năm 1907) là một cầu thủ bóng đá người Anh, thi đấu ở vị trí tiền đạo. Năm 1899, ông cùng với Herbert Kilpin, một trong những thành viên đầu tiên của Câu lạc bộ Ý A.C. Milan, ban đầu là Milan Foot-Ball and Cricket Club. Con trai của ông Carlo cũng là cầu thủ bóng đá.

## Danh hiệu

### Câu lạc bộ
- Milan F.B.C.C.
  - Campionato Federale: 1901